# Стеван Ћирић
Стеван Ћирић (Сремски Карловци, 1886 — Сремски Карловци, 1955) био је српски политичар, председник Народне скупштине Краљевине Југославије и у два наврата министар просвете Краљевине Југославије.
У време Ћирићевог председавања Скупштином завршена је и свечано отворена нова скупштинска зграда (18. октобра 1936. године).

## Породица
Отац му је Исидор Ћирић угледни црквени чиновник, политичар и књижевник. Рођени брат Стевана Ћирића је епископ Иринеј Ћирић.